# Кубарево (Сумская область)
Кубарево (укр. Кубареве) — село,
Волокитинский сельский совет,
Путивльский район,
Сумская область,
Украина.
Код КОАТУУ — 5923881903. Население по переписи 2001 года составляло 84 человека .

## Географическое положение
Село Кубарево находится на правом берегу реки Эсмань,
ниже по течению примыкает село Кочерги,
на противоположном берегу — село Мацково (Глуховский район).